# Callum Davidson
Pour les articles homonymes, voir Davidson.
Callum Davidson (né le 25 juin 1976 à Stirling, Écosse) est un footballeur international écossais, évoluant au poste d'arrière gauche, reconverti comme entraîneur.

## Carrière en club

### En tant que joueur
Callum Davidson est repéré par les recruteurs de Saint Johnstone alors qu'il est capitaine de l'équipe de football de son lycée, le Dunblane High School. Alors même qu'il commence sa carrière professionnelle avec le club de Perth, il continua quelque temps ses études à l'université d'Édimbourg. 
Ses performances attirent sur lui les yeux des recruteurs de la Premier League, et il signe en février 1998, un contrat en faveur des Blackburn Rovers lors d'un transfert d'un montant de 1,75 million de £, ce qui constitue le record de transfert reçu pour Saint Johnstone. Il passe deux saisons à Ewood Park avant de s'engager pour Leicester City, qu'il rejoint pour 2,75 millions de £. Il y reste quatre saisons, y disputant plus de cent matchs.
Il s'engage ensuite gratuitement pour Preston North End, étant en fin de contrat avec Leicester City. Il devient assez rapidement capitaine de l'équipe et malgré des blessures de plus en plus fréquentes, il y joue plus de 160 matchs. Le 26 mai 2011, Davidson décide de revenir en Écosse en s'engageant avec son club formateur, Saint Johnstone, Preston North End ayant accepté de le libérer de sa fin de contrat. 

### En tant qu'entraîneur
Callum Davidson a été nommé entraîneur-adjoint de St Johnstone en juin 2013, en parallèle de sa fin de carrière de joueur dans ce même club. En mars 2014, il a même dirigé l'équipe première pour pallier l'indisponibilité de l'entraîneur principal, Tommy Wright, hospitalisé pour une opération de la vésicule biliaire. En 2017, il a de plus rejoint ponctuellement l'encadrement technique de l'équipe d'Écosse.
Il quitte St Johnstone en juin 2018 pour devenir entraîneur-adjoint de Stoke City, avec son ancien coéquipier de Leicester City, Gary Rowett. Ils quittèrent leur poste le 8 janvier 2019.
En février 2019, il devient entraîneur-adjoint à Dunfermline Athletic, poste qu'il gardera jusqu'à l'été 2019. En octobre 2019, toujours avec Gary Rowett, il prend un poste d'adjoint à Millwall.
Il a été nommé entraîneur de l'équipe première de St Johnstone en juin 2020, succédant ainsi à Tommy Wright.

## Carrière internationale
Il connaît dix-neuf sélections avec l'Écosse, la 1re le 5 septembre 1998 contre la Lituanie et la dernière en date le 5 septembre 2009 contre la Macédoine.

## Palmarès
- avec Saint Johnstone :
  - Champion de division 2 écossaise : 1 (1996-1997)